# Романова Тетяна Євгеніївна
Тетя́на Євге́ніївна Рома́нова — доктор технічних наук (2003), професор кафедр системотехніки та прикладної математики Харківського національного університету радіоелектроніки.

## Біографія
Тетяна Романова 1980 року завершила навчання у Харківському інституті радіоелектроніки.
З 1980 року вона працювала на різних посадах, а зараз є провідним науковим співробітником відділу математичного моделювання та оптимального проектування Інституту проблем машинобудування ім. А. М. Підгорного НАН України.
1990 року вона захистила дисертацію на здобуття наукового ступеню кандидата фізико-математичних наук на базі Інституту кібернетики ім. В. М. Глушкова НАН України.
З 2002 року працювала на посаді старшого наукового співробітника в Інституті проблем машинобудування ім. А. М. Підгорного НАН України.
2003 року нею була захищена докторська дисертація на базі Інституту кібернетики ім. В. М. Глушкова НАН України.
З 2004 року працювала на посаді доцента, а з 2005 року і до цього часу обіймає посаду професора кафедри прикладної математики Харківського національного університету радіоелектроніки.

## Наукова робота
Головними напрямами наукової діяльності Тетяни Романової є:
- дослідження операцій;
- обчислювальна математика;
- математичне моделювання;
- геометричне проектування тощо[1].

Вона є відповідальним виконавцем держбюджетних тем в Інституті проблем машинобудування ім. А. М. Підгорного НАН України (з 2002 року). Також вона член редколегій «Журналу обчислювальної та прикладної математики».

## Міжнародна діяльність
Тетяна Романова є членом низки міжнародних організацій:
- ESICUP (European Special interested group in cutting and packing);
- EWG EURO;
- OPTISAD[4].

За її участю було здійснюються:
- проект «Комп'ютерні технології для задач розміщення і покриття: моделі, методи та програмне забезпечення».
- грант Німецького дослідницького товариства та НАН України.
- договір між Дрезденськім технічним університетом та Інституті проблем машинобудування ім. А. М. Підгорного НАН України.

Також вона виграла низку індивідуальних грантів від закладів вищої освіти Португалії, Великої Британії та Німеччини, бере участь у міжнародних конференціях та симпозіумах.
Тетяна Романова проводить спільні дослідження з:
- University of Southampton, UK;
- Dresden University of Technology, Institute of Numerical Mathematics, Germany;
- Texas A&M University, USA;
- University of Alabama at Birmingham, USA;
- Thales Alenia Space S.p.A., Italy;
- Lehigh University, Bethlehem, PA, USA[1].

## Творчий доробок
Тетяна Романова є автором понад 300 праць:
- Stoyan Y., Romanova T., Pankratov A., Kovalenko A., Stetsyuk P. Balance Layout Problems: Mathematical Modeling and Nonlinear Optimization. In: Fasano G., Pintér J. (eds) Space Engineering. Springer Optimization and Its Applications, vol 114. Springer, Cham. — 2016. — 487 р.
- Stoyan Y., Romanova T. Mathematical Models of Placement Optimisation: Two- and Three-Dimensional Problems and Applications. In: Fasano G., Pintér J. (eds) Modeling and Optimization in Space Engineering. Springer Optimization and Its Applications, vol 73. Springer, New York, NY. — 2012. — 404 р.